# Yōko Oginome
 (novembre 2024).
Si vous disposez d'ouvrages ou d'articles de référence ou si vous connaissez des sites web de qualité traitant du thème abordé ici, merci de compléter l'article en donnant les références utiles à sa vérifiabilité et en les liant à la section « Notes et références ».
Yōko Oginome (荻野目洋子, Oginome Yōko), de son nom d'épouse Yōko Tsujino (辻野洋子, Tsujino Yōko), née le 10 décembre 1968 à Kashiwa (Chiba, Japon), est une chanteuse et actrice, populaire idole japonaise des années 1980. Elle débute encore enfant au sein du groupe J-pop Milk le temps de deux singles, et commence en solo en 1984, pour connaitre le succès dès l'année suivante avec son tube Dancing Hero (Eat You Up). Elle commence une carrière d'actrice en 1986, et participe à divers programmes TV. Elle sort des disques régulièrement jusqu'en 1995, puis se fait plus discrète. Elle est la sœur de l'actrice Keiko Oginome. Elle se marie en 2001 au joueur de tennis Ryūsō Tsujino avec qui elle aura trois enfants.

## Discographie

### Albums
- Teens Romance (ティーンズ・ロマンス) (1984-09-05)
- Furījia no Ame (フリージアの雨)  (1985-03-05)
- Kaigara Terasu (貝殻テラス)  (1985-09-05)
- Raspberry Wind (ラズベリーの風, Razuberī no Kaze) (1986-04-21)
- Heartbeat Express (ハートビート・エクスプレス) (1986-08-05, mini-album)
- Non-Stopper - "The Beat" Special (1986-12-16, #1 à l'Oricon)
- Route 246 Connection (Route 246 コネクション) (1987-07-16)
- CD-Rider (1988-08-24, #1 à l'Oricon)
- Verge of Love (1988-12-17)
- Verge of Love (ヴァージ・オブ・ラヴ) (1989-02-21, Japanese version)
- Fair Tension (1989-11-21)
- Knock on My Door (1990-08-21)
- Trust Me (1991-07-03)
- Ryūkō Kasha (流行歌手)  (1992-06-03)
- Nudist (1992-11-21)
- De-Luxe (1993-07-21, mini-album pour l'émission Ugo Ugo Rūga)
- Scandal (1994-12-16)
- Chains (1997-12-17)
- Voice Nova (2006-02-22)

### Compilations
Les compilations de Yoko Oginome sont :
- Oginome Yōko - the Best (荻野目洋子 ザ・ベスト) (1985-12-25)
- CD FILE VOL.1（1987-12-16）
- CD FILE VOL.2（1987-12-16）
- Pop Groover - The Best (1987-12-19)
- CD FILE VOL.3（1989-3-21）
- '91 Oginome Collection (1990-12-16)
- Best Collection '92 (1991-12-21)
- Best Hits - Non Stop Clubmix (1992-12-16)
- History (Colezo! Twin) (1995-06-28, 2-CD)
- Colezo! - Best Collection (2005-03-24, selection 1-CD)
- Dancing Hero The Archives (2017)

### Singles
- 未来航海－Sailing－, Mirai Kōkai—Seiringu— (1984-04-03)
- さよならから始まる物語, Sayonara kara Hajimaru Monogatari (1984-07-21)
- December Memory (ディセンバー・メモリー) (1984-11-05)
- 無国籍ロマンス, Mukokuseki Romansu (1985-02-21)
- 恋してカリビアン, Aishite Karibian (1985-05-21)
- 心のままに～I'm just a lady～, Kokoro no Mama ni: I'm just a lady (1985-08-05)
- Dancing Hero (Eat You Up) (ダンシング・ヒーロー（Eat You Up)) (1985-11-21)
- Flamingo in Paradise (フラミンゴ in パラダイス) (1986-03-26)
- Dance Beatは夜明けまで, Dansu Bīto wa Yoake made (1986-06-10)
- 六本木純情派, Roppongi Junjōha (1986-10-29)
- 湾岸太陽族, Wangan Taiyō Zoku (1987-03-03)
- さよならの果実たち, Sayonara no Kajitsu-tachi (1987-06-21)
- 北風のキャロル, Kitakaze no Kyaroru (1987-10-27)
- Stranger Tonight (ストレンジャーtonight) (1988-01-21)
- Stardust Dream (スターダスト・ドリーム) (1988-04-27)
- DEAR～コバルトの彼方へ, Diā—Kobaruto no Achira e (1988-07-21)
- Verge of Love (ヴァージ・オブ・ラヴ) (1989-01-18)
- This Could Be the Night (1989-02-21)
- 湘南ハートブレイク, Shōnan Heartbreak (1989-06-07)
- You're My Life (ユア・マイ・ライフ) (1989-09-27)
- Gallery (ギャラリー) (1990-06-27, écrite par Yōsui Inoue)
- 少年の瞳に…, Shōnen no Hitomi ni... (1990-12-05)
- 美女と野獣, Bijo to Yajū (1991-06-05)
- ねえ, Nee (1991-12-16)
- Steal Your Love (1992-03-27)
- Coffee Rumba (コーヒー・ルンバ) (1992-05-08, en tant que "Yo-Co")
- ロマンティックに愛して, Romantikku ni Aishite (1992-07-01)
- 夢みるPLANET, Yumemiru Puranetto (1993-05-21, attribué à Oginome Yōko with Ugo Ugo Rūga)
- Tokyo Girl (1993-06-23)
- Romance (ロマンセ) (1993-08-21)
- 恋のハレルヤ, Koi no Hallelujah (1994-11-23)
- 幸福への時間, Kōfuku e no Jikan (1995-06-21)
- 明日は晴れる！, Ashita wa Hareru! (1995-08-23)
- Look up to the Sky (1997-03-21)
- Make It On My Own (1997-08-21, "maxi-single")
- From My Garden (1997-11-21)
- We'll Be Together (1999-06-23)
- Feeling (1999-11-20)
- Love (2001-10-24)

Singles avec "Milk"
- The Are kara Ichinen (ザ・あれからいちねん) (Avril 1979, CBS/Sony, EP: 06SH 473)
- Little Kiss (リトル・キッス) (1980-08-01, Warner Japan, EP: L-358W)